# مرد موزی
مرد موزی (به انگلیسی: Bananaman) یک شخصیت داستانی است که در کتاب‌های کمیک نیز حضور داشته‌است. او هنگامی که موز می‌خورد قدرتی باورنکردنی می‌گیرد. از این شخصیت سریال تلویزیونی نیز ساخته شده‌است.